# Leucocoryne angustipetala
Leucocoryne angustipetala är en amaryllisväxtart som beskrevs av Claude Gay. Leucocoryne angustipetala ingår i släktet Leucocoryne och familjen amaryllisväxter. Inga underarter finns listade i Catalogue of Life.